# Erebegraafplaats Perth

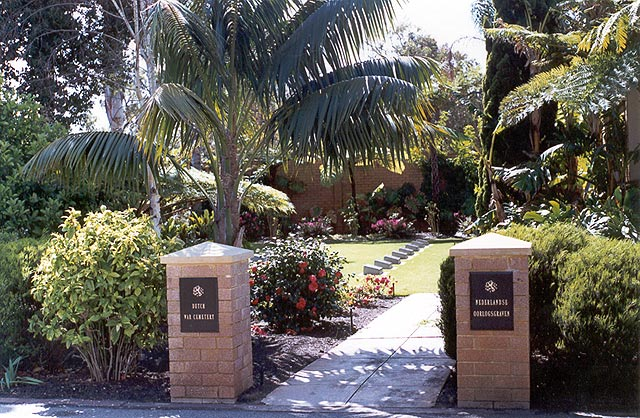
De ingang naar het ereveld

Ereveld Perth maakt deel uit van de begraafplaats van Karrakatta, Perth, Australië.
Op 3 maart 1942 werd er een luchtaanval gedaan op zestien boten in de baai van Broome (zie de Aanval op Broome ). Aan boord van de schepen bevonden zich vluchtelingen geëvacueerd uit Java en voornamelijk Nederlandse militairen. Bij de aanval zonken alle boten en kwamen vierenzestig Nederlandse militairen om het leven. Slechts van vijfentwintig konden de stoffelijke overschotten gevonden worden. Deze mensen werden begraven op het ereveld. Er staat een monument voor de andere mensen die zijn omgekomen.